# كلوديت كولبيرت
كلوديت كولبيرت (بالإنجليزية: Claudette Colbert)‏ هي ممثلة أمريكية في المسرح والسينما فرنسية المولد /koʊlˈbɛər/ (ولدت في 13 من سبتمبر 1903م – 30 من يوليو 1996م).
بدأت كولبيرت مشوارها الفني في أعمال من إنتاج برودواي أثناء فترة العشرينيات من القرن الماضي، وذلك بسبب نشأتها في مدينة نيويورك، ثم تطور عملها وأصبحت ممثلة سينمائية مع بداية ظهور الأفلام السينمائية الناطقة. وقد أسست كولبيرت مشوارًا ناجحًا في مجال السينما مع شركة أفلام باراماونت (Paramount Pictures) الأمريكية، وسطع نجمها كواحدة من المناصرات الرائدات في النوع السينمائي المعروف باسم الكوميديا الخرقاء. وكانت كولبيرت الممثلة الأعلى أجرًا في السينما الأمريكية طوال فترة الثلاثينيات من القرن الماضي، ثم أصبحت فيما بعد ممثلة مستقلة تعمل لحسابها الخاص. ولقد فازت كوليبر بـ جائزة الأوسكار لأفضل ممثلة لأدائها الكوميدي في فيلم حدث ذلك ليلة واحدة (It Happened One Night) (1934م)، وتلقت كذلك ترشيحات للحصول على جائزة الأوسكار لأدوارها الدرامية في فيلم العوالم الخاصة (Private Worlds) (1935م) وفيلم  منذ ذهبت بعيدًا (Since You Went Away) (1944).
وفي الخمسينيات تضاءل حجم أعمال كوليبر السينمائية، واعتزلت العمل السينمائي عام 1961م ثم عادت إلى المسرح بجانب ظهورها المقتضب بين الحين والآخر في التلفزيون. وهي بذلك قضت مشوارًا فنيًا امتد لأكثر من ستة عقود. وفي أواخر حياتها انتقلت كوليبر إلى باربادوس، حيث ماتت هناك في سن الثانية والتسعين بعد إصابتها بعددٍ من السكتات الدماغية.
وتلقت كوليبر جوائز مسرحية من مجتمع سارة سيدونز، وجائزة أخرى للإنجازات التي حققتها طوال مشوارها الفني من جوائز مركز كينيدي، بالإضافة إلى أن في عام 1999م وضعها معهد الفيلم الأمريكي في المركز الثاني عشر بقائمة «معهد الفيلم الأمريكي 100 عام... و100 ممثل» «أعظم خمسين أسطورة في الشاشة الأمريكية».

## النشأة
ولدت إميلي كلوديت تشاوشوان في عام 1903 في سانت ماندي، في فرنسا، لجين ماري (نَي لو، 1877-1970) وجورج كلود تشاوشوان (1867-1925).
سُمّيت «ليلي» على الرغم من أنها عُمّدت كـ«إميلي»، لأن عمتها المدعوّة إميلي عاشت معها. كانت العمة إميلي لو (1878-1954)، طفلة تبنتها الجدة (أم الأمّ)، وليست قريبة دم، عملت خياطة، ولم تتزوج إطلاقًا. جاء لقب كولبيرت «ليلي» من الممثلة ليلي لانغتري المولودة في جيرسي. ولدت جين، وإميلي لو، وجدة كولبيرت ماري أوغستين لو (1842-1930)، في جزر القنال بين إنجلترا وفرنسا، وبالتالي تحدثوا الإنجليزية بطلاقة قبل مجيئهم إلى الولايات المتحدة، على الرغم من أن العائلة تحدثت الفرنسية والإنجليزية.
ولد شقيق كولبيرت، تشارلز أوغست تشاشوان (1898-1971)، في باليويك في جيرسي. عملت جين في مختلف المهن، وفي حين لم يستقر جورج تشاشوان -الذي فقد البصر في عينه اليمنى- في مهنة، عمل كمصرفي استثماري وعانى من الإخفاقات التجارية. عاشت ماري لو بالفعل في الولايات المتحدة، وكذلك عاش نسيب جورج (الملقب فيدل) في مدينة نيويورك. نَوت ماري مساعدة جورج ماليًا، لكنها شجعته أيضًا على اختبار حظه في الولايات المتحدة.
هاجرت كولبيرت وعائلتها، بمن فيهم ماري وإميلي لو، إلى مانهاتن في عام 1906، للبحث عن المزيد من فرص العمل.
عاشوا في شقة في الطابق الخامس، في الشارع الثالث والخمسين. ذكرت كولبيرت أن صعود تلك السلالم إلى الطابق الخامس في كل يوم حتى عام 1922، جعل ساقيها جميلتين. غيّر والداها اسمها القانوني إلى ليلي كلوديت تشاشوان رسميًا. عمل جورج تشاشوان كمسؤول صغير في بنك المدينة الوطني الأول (سيتي بنك). سرعان ما تعلمت كلوديت اللغة الإنجليزية من جدتها ماري لو، قبل التحاقها بالمدرسة العامة، وظلت تتحدث اللغة الفرنسية بطلاقة. أملت في أن تصبح رسامة منذ أن أمسكت قلمها الأول. جُنّسَت عائلتها في الولايات المتحدة في عام 1912. أرادت والدتها أن تصبح مغنية أوبرا.
درست كولبيرت في مدرسة واشنطن ايرفينغ الثانوية (المعروفة ببرنامج فنونها القوي)، إذ شجتعها معلمة الخطابة، أليس روسيتر، على المشاركة في تجارب الأداء لمسرحية كتبتها روسيتر. ظهرت كولبيرت أول مرة على المسرح في مسرح بروفينس تاون، في مسرحية وشاح الأرملة في سن الخامسة عشر، وظل اهتمام كولبيرت مع ذلك، يميل نحو الرسم، وتصميم الأزياء، والفن التجاري.
حضرت في رابطة طلاب الفن في نيويورك، عندما نوت أن تصبح مصممة أزياء، إذ دفعت مقابل تعليمها الفني من خلال العمل كموظفة في متجر للملابس. عُرض على كولبيرت دور بسيط في مسرحية الكاتبة آن موريسون، بعد أن حضرت حفلة معها، وبرزت على مسرح برودواي في دور صغير في ذا وايلد ويست كوتس (1923). استخدمت اسم كلوديت بدلًا من اسمها الأول ليلي منذ المدرسة الثانوية، وأضافت اسم البتولة لجدتها (أم أمها) كولبيرت، من أجل الاسم المسرحي. توفي والدها جورج في عام 1925، وتوفيت جدتها ماري لو في نيويورك في عام 1930.

## قائمة المراجع (بيبليوغرافيا)
- Anderson, Christopher (1997). An Affair to Remember, The Remarkable Love Story of Katharine Hepburn and Spencer Tracy. William Morrow and Co. Inc. ISBN 0-688-15311-9
- Berg, A. Scott (1989). Goldwyn. Sphere Books. ISBN 0-7474-0593-X
- Chandler, Charlotte (2006). The Girl Who Walked Home Alone, Bette Davis, A Personal Biography. Simon & Schuster. ISBN 0-7432-6208-5
- Chaneles, Sol (1974). The Movie Makers. Octopus Books. ISBN 0-7064-0387-8
- DiBattista, Maria (2001). Fast Talking Dames. Yale University Press. ISBN 0-300-09903-7
- Edmonds, I. G. and Mimura, Reiko (1980). The Oscar Directors. Tantivy Press. ISBN 0-498-02444-X
- Edwards, Anne (1988). The DeMilles, An American Family. William Collins, Sons & Co. ISBN 0-00-215241-X
- Finler, Joel W. (1989). The Hollywood Story: Everything You Always Wanted to Know About the American Film Industry But Didn't Know Where to Look. Pyramid Books. ISBN 1-85510-009-6
- Harris, Warren G. (2002). Clark Gable, A Biography. Aurum Press. ISBN 1-85410-904-9
- Haver, Ronald (1980). David O. Selznick's Hollywood. Bonanza Books, New York. ISBN 0-517-47665-7
- Hirschnor, Joel (1983). Rating the Movie Stars for Home Video, TV and Cable. Publications International Limited. ISBN 0-88176-152-4
- Jewell, Richard B. and Harbin, Vernon (1982). The RKO Story, Octopus Books. ISBN 0-7064-1285-0
- Kael, Pauline (1984). 5001 Nights at the Movies. Zenith Books. ISBN 0-09-933550-6
- Karney, Robyn (1984). The Movie Stars Story, An Illustrated Guide to 500 of the World's Most Famous Stars of the Cinema. Octopus Books. ISBN 0-7064-2092-6
- Kotsilibas-Davis and Loy, Myrna (1988). Being and Becoming. Donald I. Fine Inc. ISBN 1-55611-101-0
- Niven, David (1976). Bring on the Empty Horses. Putnam. ISBN 0-399-11542-0
- Quirk, Lawrence J. (1974). Claudette Colbert An Illustrated Biography. Crown Publishers. ISBN 0-517-55678-2
- Shipman, David (1970). The Great Movie Stars: The Golden Years. Bonanza Books, New York. Library of Congress Catalogue Card Number 78-133803
- Shipman, David (1988). Movie Talk. St. Martin's Press. ISBN 0-312-03403-2
- Springer, John (1978). They Had Faces Then, Annabella to Zorina, the Superstars, Stars and Starlets of the 1930s. ISBN 0-8065-0657-1

## وصلات خارجية
- كلوديت كولبيرت على موقع IMDb (الإنجليزية)
- كلوديت كولبيرت على موقع الموسوعة البريطانية (الإنجليزية)
- كلوديت كولبيرت على موقع روتن توميتوز (الإنجليزية)
- كلوديت كولبيرت على موقع مونزينجر (الألمانية)
- كلوديت كولبيرت على موقع ألو سيني (الفرنسية)
- كلوديت كولبيرت على موقع ميوزك برينز (الإنجليزية)
- كلوديت كولبيرت على موقع ميوزك برينز (الإنجليزية)
- كلوديت كولبيرت على موقع تيرنر كلاسيك موفيز (الإنجليزية)
- كلوديت كولبيرت على موقع أول موفي (الإنجليزية)
- كلوديت كولبيرت على موقع قاعدة بيانات برودواي على الإنترنت (الإنجليزية)
- Claudette Colbert at Virtual History